# Креватас
Креватас (на гръцки: Κρεββατάς или Κρεβατάς) е бивше село в Република Гърция, дем Бер, област Централна Македония.

## География
Креватас е разположено на надморска височина от 80 m, на 5 km северозападно от град Бер (Верия) и на 1 km югоизточно от Туркохор (Патрида).

## История
Селото е било чифлигарско. За пръв път се споменава в преброяването от 1920 година. В 20-те години в него са заселени гърци бежанци, които в 1928 година са 5 семейства с 18 души. В 1928 година Туркохор е смесено (местно-бежанско) селище със 124 бежански семейства и 458 жители бежанци, а Креватас е чисто бежанско село с 5 бежански семейства и 17 жители бежанци. През 50-те години е слято с Бер.
| Година    | 1913 | 1920 | 1928 | 1940 | 1951 | 1961 | 1971 | 1981 | 1991 | 2001 | 2011 | 2021 |
| --------- | ---- | ---- | ---- | ---- | ---- | ---- | ---- | ---- | ---- | ---- | ---- | ---- |
| Население | 16   | 33   | 34   | 23   |      |      |      |      |      |      |      |      |